# Daniela Davídková
Daniela Davídková  (* 8. April 1970) ist eine  tschechoslowakische Tischtennisspielerin mit ihrer aktiven Zeit in den 1980er Jahren. Sie gewann mehrere Medaillen bei Jugend-Europameisterschaften und nahm 1985 an der Weltmeisterschaft teil.

## Werdegang
Erstmals international in Erscheinung trat Daniela Davídková bei den Jugend-Europameisterschaften 1984, als sie im Doppel mit Pavla Rampová das Endspiel erreichte. Ein Jahr später wurde sie Jugend-Europameister im Doppel mit Renata Kasalová und mit der Mannschaft. 1986 stand sie erneut im Doppelfinale mit Renata Kasalová, mit der Mannschaft gewann sie erneut Gold.
1985 wurde sie für die Weltmeisterschaft der Erwachsenen nominiert und kam dabei mit der Damenmannschaft (Hrachová, Pelikánová, Kasalová, Davídková) auf Platz acht.
Davídková spielte in der nationalen Meisterschaft zunächst für Spartak BS Vlašim. In den Jahren 1986–1988 holte die Vlašimer Damenmannschaft (Miluše Kocová, Ivana Masaříková und Davídková) dreimal hintereinander den Titel; 1988 gewann Spartak BS Vlašim durch einen Sieg gegen den TTV Dextro Avanti Hazerswoude den Europapokal, in den Jahren 1987 und 1989 unterlagen sie im Finale gegen Hazerswoude bzw. Statisztika Petőfi SC. Im Doppel wurde Davídková 1985 (mit Renata Žaťková) und 1987 (mit Alena Šafářová) jeweils tschechische Landesmeisterin.
In der Saison 1990/91 errang Daniela Davídková mit dem Prager Verein Sokol Nusle zusammen mit Alena Šafářová, Dana Kressová und Petra Hošková den zweiten Platz in der nationalen tschechischen 1. Liga. Im ETTU-Pokal kam das Team Alena Šafářová, Dana Kressová und Daniela Davídková auf den dritten Platz. Von 1991 bis 1994 gab Daniela Davídková ein Gastspiel in Deutschland. Mit dem Verein Rot-Weiß Klettham-Erding spielte sie in der 2. Bundesliga.